# Colonial Service
Der Colonial Service (deutsch: „Kolonialdienst“) war ein öffentlicher Dienst, der die Verwaltungshoheit des Britischen Weltreichs unter der Autorität des Secretary of State for the Colonies und des Colonial Office in London innehatte.
Vor den 1930er Jahren gab es keinen einheitlichen Colonial Service und auch keine einheitlichen Dienste. Jede Kolonie und jedes Protektorat hatte ihre eigenen Dienste und zukünftige Offiziere bewarben sich direkt bei der jeweiligen Verwaltung. Bei einer gewünschten Versetzung in eine andere Kolonie mussten sich die Bewerber wiederum eigenständig dort bewerben.
In den späten 1960er Jahren wurde der Colonial Service mit dem Diplomatischen Dienst des Vereinigten Königreichs vereinigt.

## Ränge
Für die Bediensteten des  Colonial Service waren folgende Ränge und Positionen vorgesehen (in aufsteigender Reihenfolge):
- District Officer Cadet
- Assistant District Officer (Zuerkennung nach zweijähriger Bewährung)[1]
- District Officer
- District Commissioner
- Provincial Commissioner

## Dienste
Der britische Kolonialdienst war in sechzehn verschiedene Dienste unterteilt: 
| — Colonial Administrative Service    | (Verwaltung)            |
| — Colonial Agricultural Service      | (Landwirtschaft)        |
| — Colonial Audit Service             | (Buchprüfung)           |
| — Colonial Chemical Service          | (Chemie)                |
| — Colonial Customs Service           | (Zoll)                  |
| — Colonial Education Service         | (Erziehung)             |
| — Colonial Forest Service            | (Forstangelegenheiten)  |
| — Colonial Geological Survey Service | (Geologischer Dienst)   |
| — Colonial Legal Service             | (Rechtsangelegenheiten) |
| — Colonial Medical Service           | (Medizinische Dienste)  |
| — Colonial Mines Service             | (Bergwesen)             |
| — Colonial Nursing Service           | (Krankenpflege)         |
| — Colonial Police Service            | (Polizei)               |
| — Colonial Postal Service            | (Post)                  |
| — Colonial Survey Service            | (Vermessung)            |
| — Colonial Veterinary Service        | (Veterinärdienste)      |

## Einzelquellen
1. ↑  Lumley, S. 10